# بشرى بيبانو
بشرى بيبانو ولدت بالرباط سنة 1969 وهي متسلقة جبال مغربية تلقب بالمرأة العنكبوتية تهوى تسلق القمم العالية بدأ عشقها لهذه الرياضة في وقت مبكر من حياتها ووصل بها هذا العشق لتكون أول امرأة مغربية تتسلق قمة ايفرست وهي متزوجة وأم لبنت

## مسار مهني
حصلت بشرى بيبانو على دبلوم هندسة في المعلوميات من المعهد الوطني للبريد والمواصلات بالرباط وعلى دبلوم الدراسات العليا في التدبير جامعة HEC بمونتريال بكندا وهي الآن مهندسة دولة في المعلوميات في وزارة التجهيز والنقل المغربية لكن مسارها المهني المتسم بالنجاح لم يمنعها من المضي قدما في تحقيق حلمها وتسلق القمم

## الانجازات
1. في 26 من عمرها استاطعت اقناع والديها بفكرة تسلق الجبال وتسلقت جبل توبقال أعلى قمة في شمال افريقيا
2. بعد أن توزجت أقنعت وزجها بتسلق أعلى قمة في افريقيا وهي قمة كليمنجارو Kilimandjaro 5895m في شمال شرق تنزانيا وتمكنت من تحقيق هذا الهدف برفقته في فبراير 2011 وخلال هذه الرحلة قررت خوض تحدي القمم السبع
3. في يونيو سنة 2011 تسلقت الجبل الأبيض Le Mont Blanc 4810 m وهي أعلى قمة في أوروبا الغربية
4. في يونيو 2012 تسلقت قمة البروس m 5642 (بالروسية: Эльбрус5) وهي أعلى قمة في أوروبا وتقع في سلسلة جبال القوقاز
5. في يناير 2014 تسلقت قمة Aconcagua, 6962 m وتقع في الأرجنتين بعد محاولة فاشلة سنة 2012
6. في يونيو 2014 تسلقت قمة دينالي أو ماكينلي Denali, 6194m ;وهي أعلى قمة في أمريكا الشمالية وتقع بألاسكا بالولايات المتحدة الأمريكية
7. في نوفمبر 2015 تسلقت قمة Pyramid Carstensz, 4884m وتقع في جزيرة غينيا الجديدة وهي أعلى قمة في اندونيسيا
8. في ماي 2017 حققت الحلم الأكبر واستطاعت تسلق قمة ايفرست وهي أعلى قمة في العالم لتصبح بذلك أول امرأة مغربية وشمال أفريقية وثالث عربية تحقق هذا الإنجاز[1]

## جوائز
1. وشحت بشرى بيبانو من طرف الملك محمد السادس بوسام الاستحقاق الوطني من درجة قائد خلال احتفالات عيد الشباب في 21 غشت 2015[2]
2. حظيت يتكريم خاص من مهرجان الرحالة في العاصمة الايطالية ميلانو
3. تم تتويجها بكأس الدورة 23 لمسابقة محبي الرياضات الجبلية والبحرية 
[2]